# Аллакакет (Аляска)
Аллакакет (англ. Allakaket, коюкон: Aalaa Kkaakk’et) — город в зоне переписи населения Юкон-Коюкук, штат Аляска, США. Население города составляет 161 человек (оценка, 2019 год).

## География
Город расположен на южном берегу реки Коюкук, к юго-западу от места впадения в неё реки Алатна, примерно в 130 км к северо-западу от Фэрбанкса и в 92 км выше по реке от города Хьюс. Площадь города составляет 11,2 км², из которых 9,3 км² — суша и 1,9 км² (17,05 %) — вода.

## Население
По данным переписи 2000 года население города составляло 97 человек. Расовый состав: коренные американцы — 95,88 %; белые — 4,12 %. Доля лиц в возрасте младше 18 лет — 23,7 %; лиц от 18 до 24 лет — 19,6 %; от 25 до 44 лет — 22,7 %; от 45 до 64 лет — 25,8 % и старше 65 лет — 8,2 %. Средний возраст населения — 32 года. На каждые 100 женщин приходится 142,5 мужчин; на каждые 100 женщин в возрасте старше 18 лет — 155,2 мужчин.
Из 41 домашних хозяйств в 26,8 % — воспитывали детей в возрасте до 18 лет, 31,7 % представляли собой совместно проживающие супружеские пары, в 7,3 % семей женщины проживали без мужей, 53,7 % не имели семьи. 53,7 % от общего числа семей на момент переписи жили самостоятельно, при этом 2,4 % составили одинокие пожилые люди в возрасте 65 лет и старше. В среднем домашнее хозяйство ведут 2,37 человек, а средний размер семьи — 3,68 человек.
Средний доход на совместное хозяйство — $16 563; средний доход на семью — $33 125. Средний доход на душу населения — $10 912. Около 11,8 % семей и 12,9 % жителей живут за чертой бедности, включая 12,5 % лиц младше 18 лет и 0 % лиц старше 65 лет.
Динамика численности населения города по годам:
| 1940 | 1950 | 1960 | 1980 | 1990 | 2000 | 2010 | 2011 | 2012 | 2013 | 2014 | 2015 | 2016 | 2017 | 2018 | 2019 |
| ---- | ---- | ---- | ---- | ---- | ---- | ---- | ---- | ---- | ---- | ---- | ---- | ---- | ---- | ---- | ---- |
| 105  | 79   | 115  | 163  | 170  | 97   | 105  | 172  | 171  | 170  | 166  | 165  | 167  | 167  | 165  | 161  |

## Транспорт
Город обслуживается аэропортом Аллакакет. Аллакакет не имеет связи с автодорожной сетью, однако в холодное время года по зимникам можно добраться до таких городов, как Хьюс, Беттлс и Танана. Речные перевозки играют важную роль летом, однако доступ крупных барж невозможен из-за мелководья.